# Chikusa-ku (Nagoya)
Chikusa (千種区 Chikusa-ku?) es un barrio de la ciudad de Nagoya, en la prefectura de Aichi, Japón. En octubre de 2019 tenía una población estimada de 165.863 habitantes y una densidad de población de 9.123 personas por km². Su área total es de 18,18 km².

## Demografía
Según los datos del censo japonés, esta es la población de Chikusa en los últimos años.
| 1995    | 2000    | 2005    | 2010    | 2015    |
| ------- | ------- | ------- | ------- | ------- |
| 148.847 | 148.537 | 153.118 | 160.015 | 164.696 |